# Konjo
I Konjo o Konzo (Bakonzo) sono un gruppo etnico bantu situato nella regione del Ruwenzori, nel sud-ovest dell'Uganda. Vivono anche sulle pendici occidentali della catena del Ruwenzori nella Repubblica Democratica del Congo.
Secondo il censimento ugandese del 2014 nel paese erano presenti 850.646 Konjo, e secondo il censimento del 2002, il 44,1% erano anglicani (Chiesa dell'Uganda), il 28,7% cattolici, il 15,4% avventisti del settimo giorno, il 6,9% musulmani, il 3,1% pentecostali.
Vivono in pianura, collina e sui pendii montani fino a un'altitudine di 2.200 metri sui monti Ruwenzori. Tradizionalmente agricoltori e allevatori di animali, coltivano patate dolci, fagioli, arachidi, soia, patate, riso, grano, manioca, caffè, banane, cacao e cotone, allevando capre, pecore e pollame. Sono divisi in 14 clan, ciascuno identificato da un totem.

## Storia

### Origini
La leggenda narra che i Bakonzo una volta vivevano sul monte Elgon nell'Uganda orientale e che durante le migrazioni guidate dall'eroe Kintu arrivarono in Buganda. Tuttavia, invece di stabilirsi lì, decisero di continuare a viaggiare, finché non si stabilirono definitivamente sugli altopiani occidentali del Monte Rwenzori che avevano un clima simile a quello del Monte Elgon dove avevano vissuto originariamente. Si dice che ciò sia avvenuto intorno al 1300 d.C.
Un'altra tradizione asserisce invece che i Bakonzo vivano sul monte Ruwenzori da tempo immemorabile e che non abbiano un luogo d'origine straniero. Questa tradizione afferma che l'antenato del Bakonzo emerse da una delle grotte del monte Ruwenzori, e generò il resto del popolo.

### Storia recente

Bandiera del Movimento Secessionista del Rwenzururu/Regno di Rwenzururu (1963-82)

I Konzo hanno fatto parte del movimento armato del Rwenzururu contro il regno di Toro e il governo centrale, che raggiunse il culmine tra la metà degli anni '60 e l'inizio degli anni '80. Nel 2008, il governo ha riconosciuto il regno del Rwenzururu, formato dai popoli Konjo e Amba, come il primo regno dell'Uganda condiviso da due tribù.
Dal luglio 2014, le ambizioni secessioniste hanno portato a scontri armati in cui sono morte decine di persone. Il regno di Rwenzururu è stato testimone di episodi di spargimento di sangue, di cui il recente degno di nota è stato quello del novembre 2016; un conflitto tra il governo della repubblica dell'Uganda e il regno del Rwenzururu, che vide la morte di centinaia di persone e altre arrestate, tra cui il re Charles Mumbere e il suo allora primo ministro Thembo Kistumbire.